# Schwarzweiße Schmetterlingsfledermaus
Die Schwarzweiße Schmetterlingsfledermaus (Niumbaha superba) ist eine Fledermausart aus der Familie der Glattnasen, welche in Afrika beheimatet ist. Das genaue Verbreitungsgebiet ist nicht bekannt. Bisher ist die Art nur von wenigen Fundorten im Regenwald im Nordosten der Demokratischen Republik Kongo, aus dem südwestlichen Südsudan und vom Regenwaldrand in Ghana und in der Elfenbeinküste bekannt.

## Merkmale
Die Schwarzweiße Schmetterlingsfledermaus erreicht eine Gesamtlänge (Schnauzenspitze bis Schwanzende) von 8,8 bis 11,2 cm, wird damit länger als die Schmetterlingsfledermäuse (Glauconycteris) und hat einen deutlich größeren Schädel (> 16 mm) als die Arten dieser Gattung. Auffällig und einzigartig unter den afrikanischen Glattnasen ist die kontrastreiche schwarzgelbe Färbung der Art. Damit ähnelt sie mehr der asiatischen Harlekinfledermaus (Scotomanes ornatus). Die Ohren der Schwarzweißen Schmetterlingsfledermaus sind robuster und eckiger. Sie haben am Innenrand einen großen, frei stehenden Auswuchs und der Tragus ist mehr gebogen als bei Glauconycteris. Die Schnauze ist kräftiger als bei Glauconycteris und die Nasenöffnungen sitzen mehr vorne als an der Seite. Der Schädel ist in Relation zur Länge weniger breit als bei Glauconycteris aber länglicher und mehr aufgewölbt. Die Schnauze ist flach und der obere Schnauzenrand verläuft parallel zur oberen Zahnreihe. Die vordere Schnauzenregion ist relativ breiter als bei Glauconycteris. Die Schwarzweiße Schmetterlingsfledermaus hat die gleiche Zahnformel wie Glauconycteris.
| 2 | · | 1 | · | 1 | · | 3 | = 32 |
| 3 | · | 1 | · | 2 | · | 3 | = 32 |

  Die Flügelspitzen der Schwarzweißen Schmetterlingsfledermaus sind länger als die der meisten anderen afrikanischen Glattnasen, bleiben aber wesentlich kürzer als bei den langflügeligen Glauconcteris-Arten.

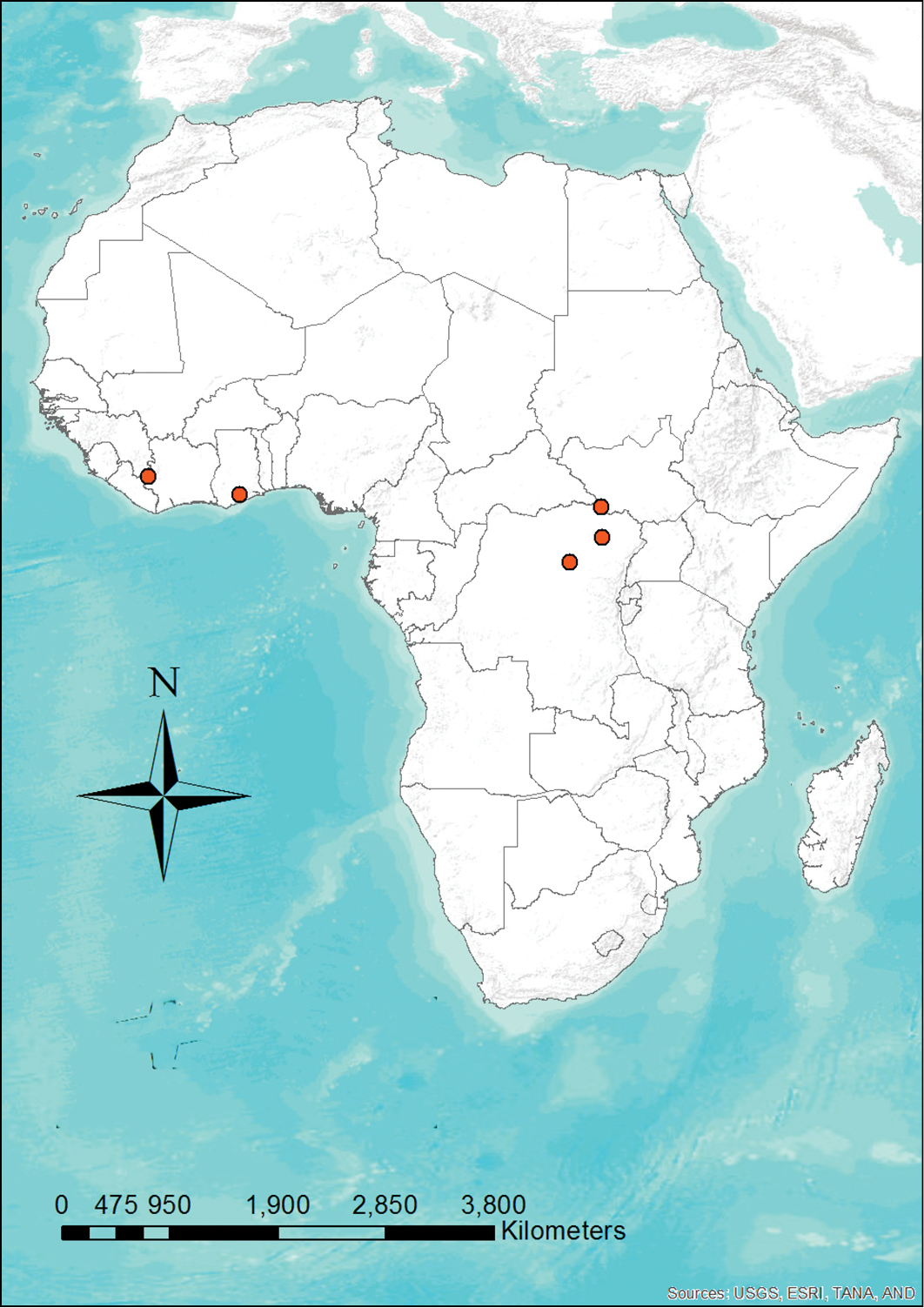
Fundorte der Schwarzweißen Schmetterlingsfledermaus

## Systematik
Die Schwarzweiße Schmetterlingsfledermaus wurde im Jahr 1939 durch den britischen Zoologen Robert William Hayman erstmals wissenschaftlich beschrieben und der Gattung Glauconycteris zugeordnet. Im Jahr 2013 wurde wegen der deutlichen morphologischen Unterschiede die Gattung Niumbaha für die Art eingeführt, die bisher monotypisch geblieben ist.